# Afrodisíaco
Denomina-se afrodisíaco a qualquer substância no qual se atribuem propriedades estimulantes sexuais. O nome deriva da deusa grega Afrodite, divindade relacionada ao amor em seus diversos aspectos.
Entre elas, o imaginário popular receita, na Europa, o consumo de ostras e de cantáridas, na Ásia o de chifres de rinocerontes, no Brasil, o das chamadas garrafadas, bebidas ditas energéticas à base de cachaça e plantas medicinais como a catuaba, a marapuama, o guaraná, os ovos de codorna, o amendoim, o cipó-cravo, entre outras.
Deve-se observar que não existe comprovação científica de que existem alimentos com qualquer tipo de componente que possa ter propriedades afrodisíacas. Todas as crenças provenientes em relação a alimentos afrodisíacos são baseadas apenas em lendas.
Por exemplo, os ovos de codorna são considerados afrodisíacos devido à crença de que como a codorna é um animal que copula diversas vezes em curto espaço de tempo, há quem acredite que este "vigor sexual" seria transmitido pelo espírito da codorna aos ovos por ela produzidos.
Outro exemplo é a crença de que alimentos com propriedades comprovadamente energéticas como o guaraná, a catuaba, o chocolate e o amendoim contribuirão para o desempenho em toda e qualquer atividade física ou até mesmo mental. Portanto, não é que estes alimentos energéticos propiciem estimulações sexuais, mas o fato é que se houver ato sexual, que também é uma atividade física, os alimentos energéticos proporcionarão mais energia para a prática, dependendo da quantidade consumida.
Há outros alimentos considerados afrodisíacos devido à criatividade de algumas pessoas que associam a semelhança no formato de alguns alimentos com o de órgãos sexuais feminino ou masculino (exemplos são o morango, a ostra e a banana).